# Chiasmopes
Chiasmopes là một chi nhện trong họ Pisauridae.